# Церковь Святых Петра и Павла (Голынка)
Церковь Святых Петра и Павла (бел. Царква Святых Пятра і Паўла) — православный храм, расположенный на кладбище агрогородка Голынка Клецкого района Минской области Белоруссии. Церковь относится к Клецкому благочинию Слуцкой епархии Белорусской православной церкви. Входит в Государственный список историко-культурных ценностей Республики Беларусь.

## История
Церковь Святых Петра и Павла построена в первой половине XIX века из дерева в имении Вендорфов на средства помещика Чижа. В церковном архиве хранились визитные книги с 1745 года. В 1863 году отремонтирована на правительственные средства (2 тысячи рублей). В 1909 году построена одноэтажная деревянная церковно-приходская школа. Церковь после пребывания в упадке открыта в 1990-е годы.
Постановлением Совета Министров Республики Беларусь от 14 мая 2007 года № 578 церковь и брама-колокольня внесены в Государственный список историко-культурных ценностей Республики Беларусь как историко-культурная ценность республиканского значения (категория 2).

## Архитектура

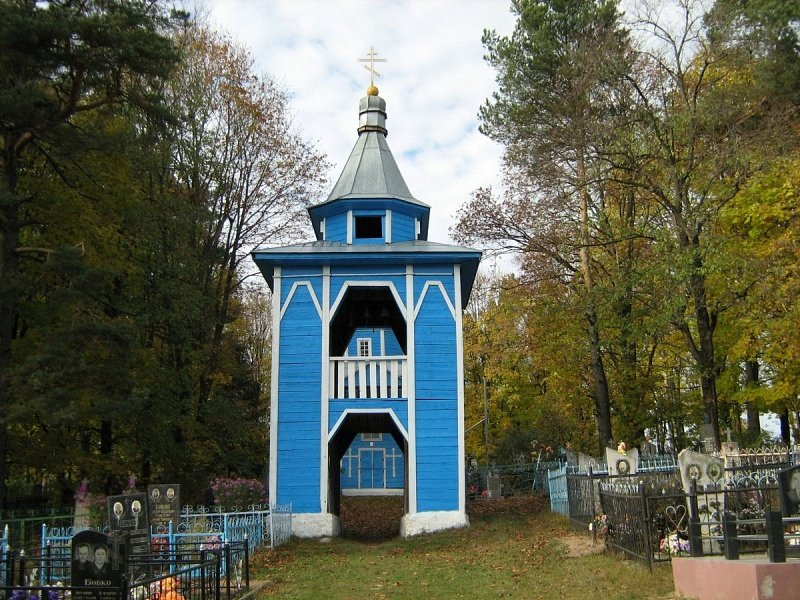
Брама-колокольня

Памятник народного зодчества с чертами архитектуры классицизма. В симметрично-осевой объёмной композиции храма царит центрический восьмигранный основной объём, к которому по продольной оси примыкают разновеликие прямоугольные в плане бабинец и апсида с боковыми ризницами. Над основным объёмом, который разделён большим карнизом с отливом на 2 яруса, находится гранёный полусферический купол, над которым восьмигранный барабан с шатровым завершением и маковкой наверху. Все объёмы объединены единым бутовым цоколем и горизонтальной обшивкой фасадов. Стены прорезаны прямоугольными разновеликими оконными проёмами в простых наличниках. Главный вход в храм выделен высоким четырёхстолбовым крыльцом с треугольным фронтоном.

## Интерьер
В организации внутреннего пространства повторяется общая ступенчатая композиция церкви. Относительно низкие прилегающие помещения переходят в высокий центральный гранёный зал, перекрытый полуциркульным сводом на световом барабане. Над входом хоры с балюстрадной оградой, переходящими в двухъярусные обходные галереи центрального зала. В апсиде в 1863 году установлен новый деревянный двухъярусный иконостас, архитектоника которого основана на членении канелированными пилястрами с позолоченными капителями, поддерживающими профилированный антаблемент. Царские врата резные, в орнаментальные изгибы вкомпонованы медальоны с изображениями евангелистов. Иконостас украшен живописью местных мастеров, накладной орнаментальной резьбой, имеет серо-белое цветовое решение с позолотой.

## Колокольня
Единый ансамбль с церковью составляет брама-колокольня, расположенная перед главным входом. Представляет собой квадратное в плане двухъярусное сооружение с шатровым верхом на низком восьмигранном барабане, завершенным маковкой. Каркасная конструкция заполнена деревянным брусом. Проёмы первого и второго ярусов решены в виде трапециевидных арок.